# Санкция на пике Эйгера
«Санкция на пике Эйгера» (англ. The Eiger Sanction) — американский триллер, который снял режиссёр Клинт Иствуд, вышедший в 1975 году. Сюжет основан на романе Рода Уитакера, известного под псевдонимом Trevanian.

## Сюжет
Профессор искусства Джонатан Хемлок, ушедший в отставку агент правительственных спецслужб, преподаёт в колледже. Однако зарплаты не хватает на коллекционирование картин, поэтому иногда Хемлок берётся за выполнение новых секретных заданий. Хемлока снова пытаются использовать спецслужбы для ликвидации двух мужчин, которые убили их секретного агента. Сначала он отказывается, но под угрозой сообщения в налоговые органы о том, что его картины куплены на не задекларированные доходы, он принимает заказ.
Первого убийцу Хемлок выслеживает и убивает быстро, а второго соглашается найти и убить только после того, как узнаёт, что убитый секретный агент — его старый друг. Для того, чтобы найти и уничтожить убийцу, ему придётся в составе группы альпинистов совершить восхождение на пик Эйгер в Швейцарских Альпах.
Для подготовки восхождения Хемлок, который уже дважды не смог покорить северный склон горы Эйгер, обращается к своему другу Бену Бауману в горах Аризоны. Вскоре Хемлока находит его старый знакомый, гомосексуал Майлз Мелло, и хочет ему предложить сделку. Он сообщает ему имя второго человека, а Хемлок за это оставляет его в живых (Мелло ранее предал его). Хемлок не соглашается на сделку. Чуть позже Хемлок подвергается нападению со стороны девушки по имени Джордж, которая тренировала его. Она пытается убить его, впрыскивая наркотик, но доза оказывается недостаточной. Бауман спасает его и сообщает, что Джордж была нанята Майлзом Мелло. Во время автомобильной погони Хемлок убивает телохранителя Мелло, а самого Мелло бросает в пустыне одного без воды и транспорта.
Наконец, Хемлок прибывает в Швейцарию для участия в экспедиции на гору Эйгер. Во время восхождения он должен узнать, кто из членов экспедиции в розыске. Участников восхождения, кроме самого Хемлока, трое: немец Карл Фрайтаг, австриец Андель Майер и француз Жан-Поль Монтень. Бауман является руководителем экспедиции и наблюдает за восхождением из отеля в телескоп.
Во время восхождения Монтень получает сотрясение мозга из-за камнепада и замерзает во время ночевки. На горе начинается обледенение, и группа решает возвращаться обратно. Для этого им надо достичь входа в туннель, но при спуске гибнут Фрайтаг и Мейер, и только Хемлок может спастись с помощью спасателей, которых его друг Бауман привёл в туннель. Здесь Хемлок замечает, что Бауман хромает.
На обратном пути Бауман признаётся, что он и есть тот человек, которого разыскивает Хемлок. Хемлок решает не убивать Баумана и скрыть его участие в убийстве агента. Он делает вид, что не смог вычислить убийцу и специально ликвидировал всех членов экспедиции.

## В ролях
- Клинт Иствуд — Джонатан Хемлок
- Джордж Кеннеди — Бен Бауман
- Вонетта Макги — Джемайма Браун
- Джек Кэссиди — Майлз Мелло
- Хайди Брюль — Анна Монтейн
- Тэйер Дэвид — Дракон

## Отзывы
После выхода на экраны «Санкция на пике Эйгера» получила неоднозначные отзывы. Общая реакция многих рецензентов заключалась в критике сюжета и сценария и похвале за кадры восхождения и боевые действия. Variety заключил: «Иствуд ... прекрасно справляется с напряжением как в восхождениях в Швейцарии, так и в Долине монументов, а также в описании персонажей. Его руководство демонстрирует знания, которые позволяют действовать жестко». Рецензент New York Times охарактеризовал фильм как «долгую, глупую, но никогда не скучную мелодраму с саспенсом», которая компенсирует недостатки сюжета «потрясающими» сценами восхождения, которые выглядят «сложно и очень красиво». В своем обзоре в «Чикаго Сан-Таймс» Роджер Эберт дал фильму три звезды из четырех, написав: «Сюжет настолько неправдоподобен и запутан, что мы не можем поверить в него более 15 секунд за раз, но его последовательности действий настолько захватывающие, а его фотографии на вершине горы настолько убедительны, что нам все равно ... и поэтому мы погружаемся в ситуации, и нас соблазняет фотография, и мы наслаждаемся несколькими симпатичными девушками, которые встречаются вместе на пути героя, и если сюжет не имеет смысла, ни один фильм не идеален». Журнал Playboy назвал фильм «отказом от Джеймса Бонда». Некоторые критики были менее снисходительны, например, Джой Гулд Бойум из The Wall Street Journal, которая жаловалась, что фильм «представляет злодейство гомосексуалистам и мужчинам с физическими недостатками» и Полин Кель из журнала New Yorker, которая описала фильм как « полная пародия".
Более поздние критики оценили фильм и режиссуру Иствуда в более положительном свете. Кинокритик Дэвид Стерритт, например, пришел к выводу: «Неутонченная режиссура Иствуда эффективно доводит историю до конца, уделяя похвальное внимание деталям исполнения». В своем обзоре на веб-сайте Combustible Celluloid Джеффри М. Андерсон дал фильму три с половиной звезды из четырех, назвав его «удивительно эффективным даже по сегодняшним меркам». Андерсон нашел кадры восхождения «по-настоящему захватывающими» и что фильм был «недооценен, высшая точка для великого режиссера». Кристофер Грейнджер из журнала Tampa Bay Movie Examiner дал фильму четыре звезды из пяти, написав: «Альпийские пейзажи захватывают дух, а действия в этом шпионском триллере — это то, что нужно смотреть в конце вашего места». Джейсон Айви в Tea Party Tribune счел более поздние эпизоды фильма «поистине захватывающими дух» и написал: «Просто есть что-то более тревожное, более драматичное, когда вы знаете, что смотрите, как Клинт Иствуд висит на веревке на высоте 1000 футов над скалистой землей." Айви заключил: Образы, созданные на экране Иствудом, его командой каскадеров, альпинистов и операторов, а также сами пейзажи невероятны. Они поднимают на первый план глупый в других отношениях сюжет, отмечая момент в истории кино, когда образы, переданные в кино, были гораздо более реальными, чем сегодняшняя смесь живых выступлений и мультфильмов. Эта реалистичность делает такие фильмы неотразимыми, какими не могут быть сегодняшние фильмы. Профессиональный альпинист Алекс Хоннольд считает одну из сцен восхождения в фильме (восхождение Иствуда на башню в пустыне) «самой реалистичной во всем голливудском восхождении».